# Maçã do amor

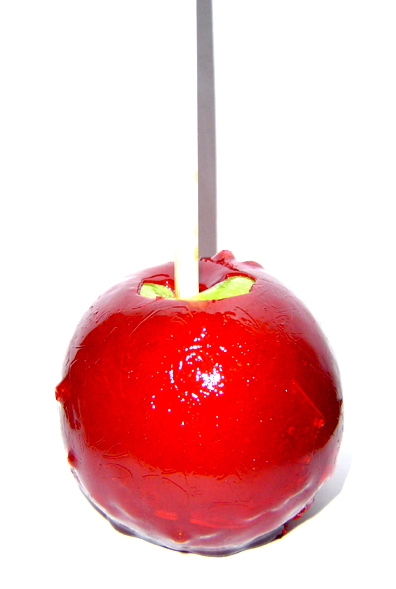
Maçã do amor

Maçãs do Amor (em espanhol: Manzana de caramelo; inglês: Candy apples ou toffee apple; em francês: Pomme d'amour) são doces de maçãs inteiras cobertas por uma cobertura de açúcar, com um palito inserido como cabo. Estes são um deleite comum em festivais de outono na cultura ocidental no Hemisfério Norte, como o Halloween e a Noite de Guy Fawkes, porque esses festivais ocorrem na sequência das colheitas anuais de maçãs. No Brasil são comuns no período das festas juninas.

## Origem

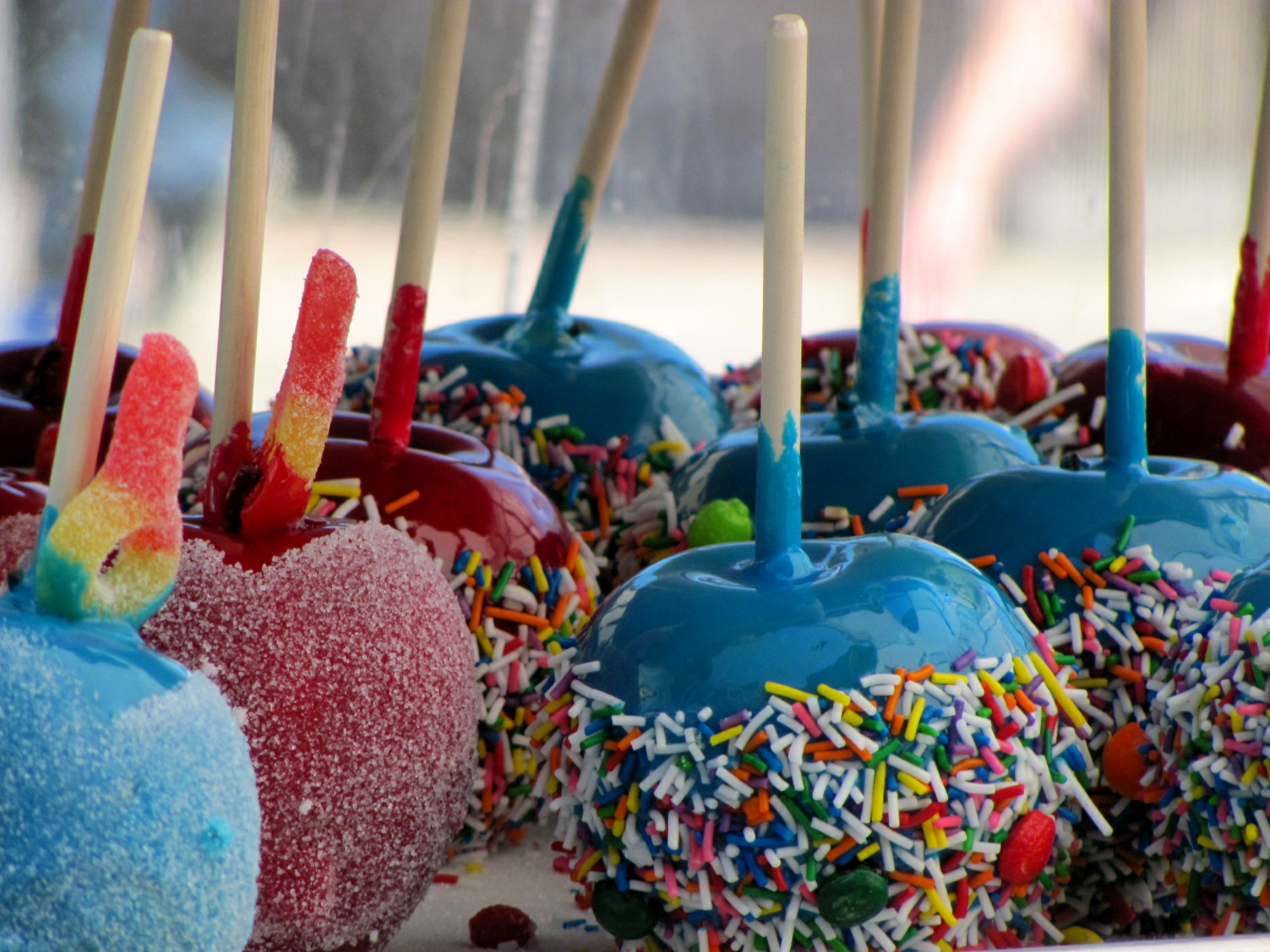
Maçãs doces azuis e vermelhas, mergulhadas em confeitos e açúcar.

Acredita-se que tenha surgido nos Estados Unidos, na região de Nova Jérsei, provavelmente no começo do século XX. O seu formato teria sido concebido por William W. Kolb, com ele chamando o produto de "red candy apple" ("maçã vermelha doce"). No entanto, as maçãs carameladas já haviam sido registradas como vendidas em Londres na década de 1890.
No Brasil, em 1959, quando a família espanhola Farre patenteou a maçã do amor, os galanteadores presenteavam as mulheres com o doce em um ato de romantismo. E a data que mais se expressava esse gesto era o Dia dos Namorados. A família chegou ao Brasil em 1954 e a família era especializada em doces, escolheram abrir um negócio para vendê-los. Inspirado pelas frutas caramelizadas chinesas conhecidas como tanghulu , como uva e abacaxi, Ramon Farre Martinez teve a ideia de usar a maçã como doce.[carece de fontes?]
A origem do nome maçã do amor (no Brasil) veio em um diálogo da família Farre para decidir o nome do produto. Um dia, o pai de família terminou o serviço, chegou cansado e falou todos reunidos na sala ¨ah, coloca logo a maçã do amor e vamos dormir¨. Depois desse acontecimento a família decidiu colocar o nome do doce para "maçã do amor".

## Variantes
Inspirado na maçã do amor, o morango do amor é inteiramente coberto por caramelho vermelho e leite condensado. É encontrado em palitos ou em formato de bombom. Em 2025, quando viralizou nas redes sociais, vídeos ressaltavam a suposta dificuldade de preparo; quando a receita dava errado, era chamado de "morango do ódio".